# Richard de Luci

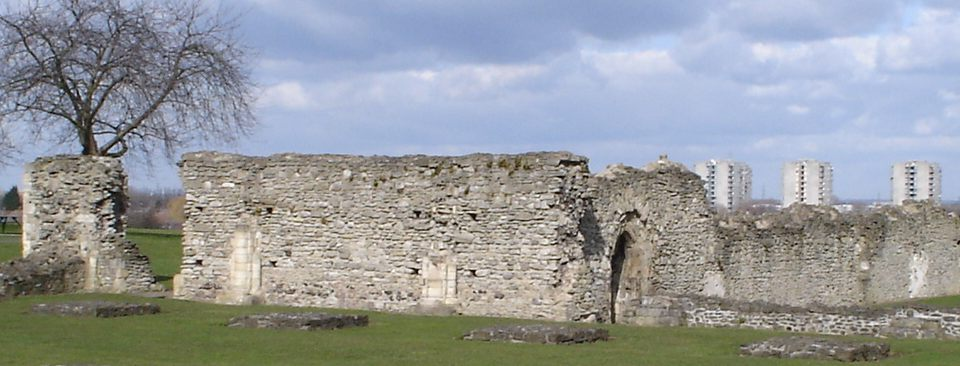
Le rovine dell'Abbazia di Lesnes

Richard de Luci il Leale (1089 – Lesnes Abbey, 14 luglio 1179) è stato un militare normanno, Gran Giustiziere d'Inghilterra dal 1154 al 1179 durante il regno di Enrico II.

## Biografia
Figlio di Adrian de Luci e di Aveline, nipote e discendente di William Goth, Richard de Luci (anche Richard de Lucy)  appartenne a una nobile famiglia normanna proveniente da Lucé (oggi in Bassa Normandia) arrivata in Inghilterra al seguito di Guglielmo il Conquistatore. Suo fratello Walter de Luci fu abate all'abbazia di Battle.
Richard de Luci sposò Rohese, che è nominata in numerosi documenti e che probabilmente fu la sorella di Faramus de Boulogne, ipotesi tuttavia criticata da alcuni studiosi. Ebbero cinque figli: Geoffrey, Godfrey, Maud, Alice e Avelina. Il loro secondogenito, Godfrey de Luci, diventò nel 1189 vescovo di Winchester.
Richard de Luci diventò Sceriffo e Giustiziere della Contea dell'Essex, nell'ultima parte del regno di Stefano d'Inghilterra.
Dopo la salita al trono di Enrico II, venne nominato Gran Giustiziere, carica che ricoprì inizialmente in condominio con Robert de Beaumont, Conte di Leicester, fino alla morte di quest'ultimo. Dal 1168, ricoprirà da solo per 12 anni la carica di Gran Giustiziere d'Inghilterra.
Nel 1173, ebbe un ruolo di primo piano nella soppressione della ribellione dei Baroni inglesi, e si trovò alla guida dei Realisti nella battaglia di Fornham. Si ritiene inoltre che ebbe un ruolo nella morte dell'arcivescovo cattolico Thomas Becket.
Si dimise nel 1179 dalla carica di Giustiziere, sebbene ricevette pressioni da Enrico II per continuare a svolgere l'incarico. Si ritirò lo stesso anno nell'Abbazia di Lesnes nel Kent, da lui fondata, nella quale fu tumulato dopo la morte sopraggiunta tre mesi più tardi.